# Anna Węgrzyn
Anna Węgrzyn (ur. 9 stycznia 2001) – polska tenisistka stołowa, olimpijka z Paryża 2024.

## Udział w zawodach międzynarodowych
| Impreza              | Rok  | Miejsce | Wynik        | Wynik       | Wynik       |
| Impreza              | Rok  | Miejsce | singel       | debel       | drużynowo   |
| -------------------- | ---- | ------- | ------------ | ----------- | ----------- |
| Igrzyska olimpijskie | 2024 | Paryż   | –            | –           | 1/16 finału |
| Mistrzostwa świata   | 2021 | Houston | 1/128 finału | –           | –           |
| Mistrzostwa świata   | 2022 | Chengdu | –            | –           | 19          |
| Mistrzostwa świata   | 2023 | Durban  | 1/64 finału  | 1/64 finału | –           |

## Biografia
Mieszka we Wrocławiu. Jej siostrą bliźniaczką jest Katarzyna Węgrzyn. Studiuje na Uniwersytecie Ekonomicznym we Wrocławiu.